# 京華廣場
京華廣場，前身是京華城購物中心，位於市民大道、八德路、東寧路口，由中石化旗下子公司鼎越開發股份有限公司興建，2022年10月19日動土，計畫興建四棟地下7層、地上19層建築物，樓高89.8公尺，預計2026年完工，將作為商辦使用。

## 發展歷史
京華廣場原為唐榮鐵工廠，1987年威京總部集團看中該區商業發展潛力買下，並在1990年通過內政部都委會審議，1991年地目從「第三種工業區」變更為「第三種商業區」，2001年11月京華城開幕。但京華城於2018年不敵虧損決定標售。2019年由中石化旗下子公司鼎越開發以新台幣372億1萬元得標，2022年10月19日動土，保留基樁和地下室連續壁，將興建京華廣場頂級商辦園區，預計2026年完工。

## 建築設計
京華廣場為四棟19層樓高的玻璃帷幕大樓，每層樓皆規劃3米深陽台，室內辦公空間採無柱設計，5樓及7樓有三座浮島空中花園。

## 獲獎及認證
2022年3月，2022全球房地產可持續性基準（GRESB）評選為「全球業界領導者——綜合物業發展類別」五星評等，為全台第一座獲得此殊榮的商辦園區，居亞洲第二名。
2023年5月，取得英國國際地產大獎（International Property Awards, IPA）複合式開發Best Mixed Use Development五星大獎；同時也以層層種樹休閒陽台，拿下最佳高層商業開發Best Commercial High Rise Development的獎項。
2023年10月，鼎越開發京華廣場頂級商辦園區蟬聯「全球房地產永續基準指標」GRESB（Global Real Estate Sustainability Benchmark）五星評級，是台灣唯一連續兩年獲此殊榮者。GRESB官方代表透露，2023年共有8家台灣業者參與，鼎越京華廣場以總分98分，拿下台灣第一高分，更是台灣唯一獲五星評級的企業。